# Slaget vid Québec (1690)
Slaget vid Québec (engelska: Battle of Québec, franska: Bataille de Québec) utkämpades i oktober 1690 mellan å ena sidan Nya Frankrike och å andra sidan Massachusetts Bay-provinsen, som då var franska respektive engelska besittningar.
Efter slaget vid Port Royal i Akadien, under Kung Vilhelms krig, hoppades New England-sidan på att kunna inta Montréal och Québecs stad. Förlusten av fästningen i Akadien chockade kanadensarna, och generalguvernör Louis de Buade de Frontenac gav order om att omedelbart förbereda staden för eventuell belägring.
Anfallet mot Quebec var ett företag som helt och hållet var organiserat av den engelska kolonin Massachusetts och finansierad genom obligationer utgivna mot säkerhet i det krigsbyte som förväntades. Expeditionen bestod av fyra större och 28 mindre fartyg samt 2 300 man provinstrupper. Expeditionens avsegling fördröjdes då man förgäves väntade på krigsmateriel från England. Den anlände därför inte till Québec förrän den 16 oktober. Till försvararnas förfogande stod tre bataljoner marininfanteri och kolonialmilis, tillsammans cirka 3 000 man. Det engelska landstigningsförsöket tillbakaslogs och eldgivningen från de fyra större fartygen besvarades med effektivare eld från strandbatterierna. Den 23 och den 24 oktober utväxlades fångar och expeditionen återvände till Boston.
Båda sidor lärde sig en läxa, kanadensarna förbättrade försvaret av staden, medan New England-sidan insåg att de behövde mer artilleri, och bättre stöd från moderlandet England.

### Fotnoter
1. ↑  ”Biography of Sir William Phips”. Biography of Sir William Phips. Dictionary of Canadian Biography Online. Arkiverad från originalet den 25 maj 2011. https://web.archive.org/web/20110525063848/http://www.biographi.ca/EN/ShowBio.asp?BioId=34586. Läst 23 maj 2014.